# Brock Coyle
Brock Coyle (* 12. Oktober 1990 in Norwalk, Connecticut) ist ein ehemaliger US-amerikanischer American-Football-Spieler. Er spielte fünf Saisons auf der Position des Linebackers für die Seattle Seahawks und San Francisco 49ers in der National Football League (NFL).

## Karriere
Coyle spielte College Football an der University of Montana in der Big Sky Conference aus der Football Championship Subdivision (FCS). In seinem letzten Jahr wurde er zum Co-Kapitän der Defense ernannt und wurde nach der Saison ins 2nd-Team All-Big-Sky gewählt. Während seiner Zeit für die Montana Grizzlies konnte er mit 293 Tackles, davon 24,5 für Raumverlust, die zwölftmeisten Tackles der Teamgeschichte erzielen.
Nachdem Coyle im NFL Draft 2014 nicht ausgewählt wurde, verpflichteten ihn die Seattle Seahawks. Hier war er vor allem als Backup von Middle Linebacker Bobby Wagner und in den Special Teams aktiv. Er kam in 35 Regular-Season-Spielen und sieben Playoff-Spielen zum Einsatz, in denen er 24 Tackles und einen Sack erzielte. In fünf Spielen kam er auch als Starter zum Einsatz, drei davon in der Saison 2016, wo er den verletzten Mike Morgan als Strongside Linebacker ersetzte.
Nachdem die Seahawks Coyle kein qualifizierendes Angebot vorlegten, um ihn zum Restricted Free Agent zu machen, wurde er im März 2017 von den San Francisco 49ers als Unrestricted Free Agent verpflichtet. Anfangs nur als Ersatz- und Special-Teams-Spieler eingeplant, wurde Coyle in der Saisonmitte zum Starter ernannt, nachdem die 49ers sich entschlossen, NaVorro Bowman zu entlassen. Im März 2018 gaben die 49ers Coyle einen Dreijahresvertrag über 8,5 Millionen US-Dollar, von denen 4,1 Millionen garantiert waren. Am ersten Spieltag der Saison 2018 zog er sich eine Kompressionsfraktur an der Wirbelsäule zu, woraufhin er auf der Injured Reserve List platziert wurde. Am 14. März 2019 wurde Coyle entlassen. Er konnte in siebzehn Spielen, davon elf Starts, für die 49ers 68 Tackles, zwei Special-Team-Tackles erzielen und einen Fumble erzwingen. Einen Tag nach seiner Entlassung gab er aufgrund seiner Rückenverletzung seinen Rücktritt vom Profisport bekannt.